# The Last Guy
The Last Guy è un videogioco pubblicato su PlayStation Store per PlayStation 3. Nel videogioco, il giocatore controlla il personaggio del titolo ("l'ultimo uomo") che deve guidare quante più persone possibili nella loro fuga dalle città invase da mostri. Il 31 luglio 2008, il videogioco è stato reso disponibile in Giappone. Mentre il 28 agosto 2008 il titolo è stato reso disponibile anche in America del Nord ed Europa.

## Modalità di gioco
Il videogioco adotta una visuale dall'alto di una città, dominata da mostri giganteschi. Il giocatore controlla "Last Guy", il cui compito è di scovare i civili nascosti all'interno degli edifici ed aiutarli a fuggire entri un tempo prestabilito. Durante i suoi spostamenti, last guy sarà perennemente seguito dalla folla di sopravvissuti in fuga che si creerà dietro di lui e dovrà quindi prestare attenzione che la "coda" di gente non venga attaccata dai mostri. Nel videogioco sono incluse una dozzina di location giocabili che includono città dell'America del Nord, dell'Europa e dell'Asia. Sul sito web del videogioco viene visualizzata una classifica dei migliori risultati per ogni città ed una complessiva, stilate in base al numero di civili portati in salvo. In ogni città è inoltre possibile salvare quattro VIP, che aggiungono punti extra al risultato finale, oltre a sbloccare contenuti di gioco nascosti.

## Sviluppo
Inizialmente erano trapelate voci secondo le quali, il gioco utilizzasse immagini satellitari ad alta risoluzione di Google Earth per riprodurre le città utilizzate nella storia del gioco, ma in seguito queste voci sono state definite non corrette dalla produzione statunitense del gioco.

## Accoglienza
I recensori del sito IGN hanno molto apprezzato il videogioco, dichiarando "The Last Guy è un titolo eccezionale che è impegnativo, divertente e fresco." Anche Gaming Target ha apprezzato il gioco, dicendo che The Last Guy "contiene semplicemente abbastanza stravaganza ed un gameplay intelligente da meritare i dieci dollari che costa" ed in seguito scegliendolo nella lista da loro stilata dei "40 giochi con cui stiamo ancora giocando dal 2008"